# Страпелька
Стра́пелька (странная + капелька), странгле́т (от англ. strangelet ← strange + droplet) — гипотетический объект, состоящий из «странной материи», образованной либо адронами, содержащими «странные» кварки, либо не разделённым на отдельные адроны кварковым веществом с примерно одинаковым содержанием странных, верхних и нижних кварков. Странная материя рассматривается в космологии как кандидат на роль «тёмной материи». Русскоязычный термин страпелька предложен в 2005 году Сергеем Поповым как калька от англ. strangelet; вариант странглет (приблизительная фонетическая адаптация того же английского слова) существовал и ранее, его употребляют в русскоязычных физических статьях. Английский термин предложен в 1984 году E. Farhi и R. Jaffe.
Элементарные частицы, состоящие из «верхних», «нижних» и странных кварков, например, гипероны, и даже более сложные структуры, аналогичные атомным ядрам, обильно производятся в лабораторных условиях, но распадаются за время порядка 10−9 с. Это обусловлено гораздо большей массой странного кварка по сравнению с верхним и нижним. Вместе с тем существует гипотеза, что достаточно большие «странные ядра», состоящие из примерно равного количества верхних, нижних и странных кварков, могут быть устойчивее. Дело в том, что кварки относятся к фермионам, а принцип Паули запрещает двум одинаковым фермионам находиться в одном и том же квантовом состоянии, вынуждая частицы, «не успевшие» занять низкоэнергетичные состояния, размещаться на более высоких энергетических уровнях. Поэтому если в ядре имеется три разных сорта («аромата») кварков, а не два, как в обычных ядрах, то большее количество кварков может находиться в низкоэнергетических состояниях, не нарушая принципа Паули. Такие гипотетические ядра, состоящие из трёх сортов кварков, и называют страпельками.
Предполагается, что страпельки, в отличие от обычных атомных ядер, могут оказаться устойчивыми по отношению к спонтанному делению даже при больши́х массах. Если это верно, то страпельки могут достигать макроскопических и даже астрономических размеров и масс.
Предполагается также, что столкновение страпельки с ядром какого-нибудь атома может вызывать его превращение в странную материю, которое сопровождается выделением энергии. В результате во все стороны разлетаются новые страпельки, что теоретически может приводить к цепной реакции.
Высказываются опасения, что данный процесс каталитического превращения обычной материи в «странную» может привести к превращению в странную всей материи, из которой состоит наша планета (подробнее: Вопросы безопасности Большого адронного коллайдера#Страпельки).
Поиск устойчивых страпелек в образцах лунного грунта завершился отрицательно. Таким образом, если устойчивые страпельки и существуют, то их массовая доля в обычной материи составляет менее 10−16.